# City Wolf II – Abrechnung auf Raten
City Wolf II – Abrechnung auf Raten (Originaltitel: chinesisch 英雄本色 II, Pinyin Yīngxióng Běnsè II, Jyutping Jing1hung4 Bun2sik1 II, kantonesisch Ying hong boon sik II) ist der zweite Teil der Film-Trilogie A Better Tomorrow des Actionfilm-Regisseurs John Woo aus Hongkong.

## Handlung
Sung Tse Ho, ein ehemaliger Verbrecher, und sein Bruder Sung Tse Kit, ein Polizist, arbeiten als Agenten der Polizei für eine Schiffswerft. Dort sollen Beweise für illegale Handlungen des Geschäftsführers Lung gefunden werden. Aber Lungs Assistent Ko Ying Pui ist für die gesetzeswidrigen Geschäfte verantwortlich und hat außerdem vor, Lung zu töten, um die Firma zu übernehmen. Sung Tse Ho und Sung Tse Kit helfen Lung und bringen ihn nach New York. Dort erleidet Lung einen Nervenzusammenbruch, als er erfährt, dass man seine Tochter umgebracht hat und weitere Menschen um ihn herum bei Anschlägen sterben. In diesem Zustand nimmt ihn der früh als Teenager ausgewanderte Ex-Verbrecher und Restaurantbesitzer Ken (Zwillingsbruder von Mark aus dem ersten Teil) unter seine Fittiche. Nachdem man sie in den USA aufgespürt hat, verüben angemietete amerikanische Gangster mehrere Anschläge auf die beiden mit vielen Toten. Mit Hilfe und Pflege von Ken gelingt es, dass sich Lung wieder psychisch einigermaßen erholt. Inzwischen wird Kit als Undercoveragent bei einer Geldübergabe von seinem eigenen Bruder Ho, der sich inzwischen in die Organisation eingeschlichen hat, unter Zwang angeschossen und kann grade noch so durch eine schnelle Operation überleben. Um weiteren Anschlägen zu entgehen und Rache zu nehmen, reisen Ken und Lung wieder zurück nach Hongkong und beschließen zusammen mit Kit und Ho, Ko endgültig das Handwerk zu legen und seine Organisation zu zerschlagen. Bei einer Observation von Kos Herrenhaus wird Kit entdeckt und wiederum angeschossen. Er wird zwar von Ken geborgen, stirbt aber zu schwer verletzt auf dem Weg ins Krankenhaus in dem Moment, als er an einem Telefon von seiner Frau Jackie erfährt, dass seine Tochter geboren wurde. Nach Kits Beerdigung erstürmen Ho, Ken und Lung, assistiert von Hos ehemaligem Arbeitgeber eines Taxiunternehmens, der ehemalige Verbrecher beschäftigt, schwer bewaffnet das mit nahezu 100 Leibwächtern und Gangstern bewohnte Herrenhaus und töten alle Verbrecher in einer heftigen Schießerei, inklusive der Hauptverantwortlichen. Am Ende, nach dem das Werk getan ist, sitzen alle drei in dem verwüsteten Haus in Sesseln und warten schwer verletzt auf die eintreffenden Polizeikräfte.

## Kritiken
„Mittlerer Teil eines dreiteiligen Zyklus, der in der ursprünglichen Fassung 160 Minuten dauerte und in der deutschen Fassung nur noch als völlig unverständlicher Torso zu besichtigen ist. Eine Folge von aberwitzigen Schießorgien, angesiedelt zwischen dem Existentialismus Sam Peckinpahs und dem von der Peking Oper beeinflußten Surrealismus, der in seiner Handlungslogik nicht mehr zu durchschauen ist.“

## Hintergrund
Der Film ist ein wichtiger und stilbildender Titel in dem Genre Heroic Bloodshed. Der Showdown, bei dem die drei Helden des Films im Alleingang etwa 100 Verbrecher in einer Villa mit übermäßigem Blutvergießen zur Strecke bringen, wurde unter Genre-Fans legendär und hielt lange Zeit den Titel des höchsten Bodycount pro Minute. Eine geschnittene Fassung befindet sich nicht auf dem Index. Die Ungeschnittene Fassung ist Ungeprüft.
Ursprünglich war der Film von John Woo nicht als Fortsetzung seines Kassenschlagers A Better Tomorrow (erschien in Deutschland unter dem Namen A Better Tomorrow bzw. als gekürzte Erstveröffentlichung namens City Wolf) konzipiert, sondern als Prequel: Woo wollte seine im Vietnamkrieg angesiedelte Vorgeschichte der von Ti Lung und Chow Yun-Fat gespielten Figuren aus Teil 1 schildern, aber Produzent Tsui Hark hat ihm dies mehr oder weniger ausgeredet. Später kam es dann endgültig zum Bruch, als Tsui Hark A Better Tomorrow 3 – Love And Death In Saigon (HK 1989, dt. Titel: Hexenkessel Saigon) dann ohne Woo selbst inszenierte – als Prequel in Vietnam. John Woo drehte dann seine eigene (inoffizielle und ebenfalls stark veränderte) Version seiner Vorgeschichte als Bullet in the Head.

## Auszeichnungen
Siu-Tung Ching, der Action-Choreograph des Films, und Leslie Cheung wurden 1988 bei den Hong Kong Film Awards für jeweils einen Preis nominiert.